# Osnabrück Garrison

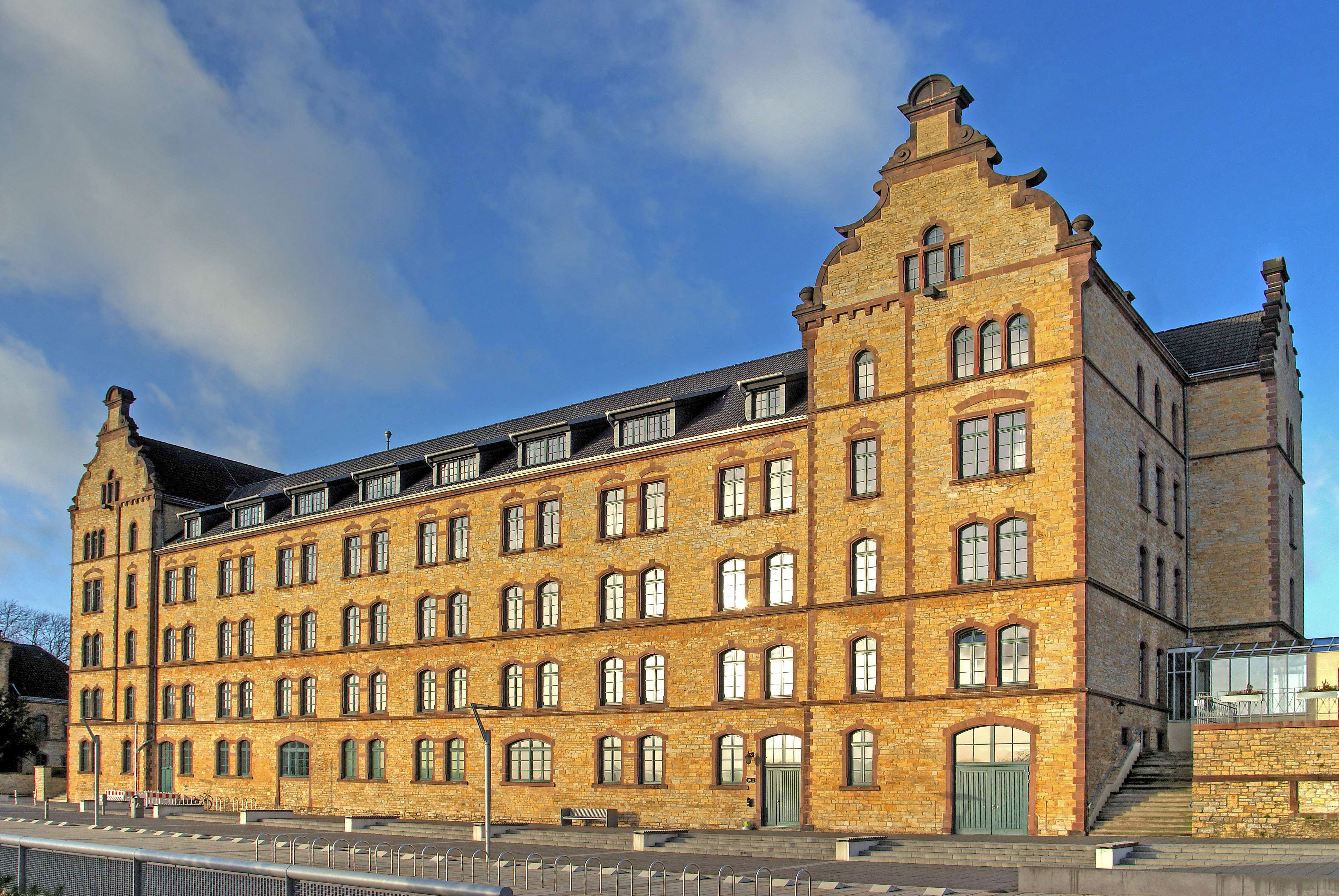
Die als Scarborough Barracks genutzte ehemalige Caprivi-Kaserne, heute Teil der Hochschule Osnabrück

Die Osnabrück Garrison (deutsch: „Garnison Osnabrück“) war eine Garnison der British Forces Germany, die in Osnabrück und Münster stationiert war.
Bis zu ihrer Auflösung war sie mit bis zu 14.000 Mann die größte Einheit der Army außerhalb der Britischen Inseln. Formiert wurde sie nach Ende des Zweiten Weltkrieges in ehemaligen Kasernen der Wehrmacht.
Am 1. April 2009 wurden die Standorte aufgegeben und die Einheiten zurück in das Vereinigte Königreich beordert. Trotz des Abzuges der Briten hat sich vor allem in Osnabrück und den umliegenden Gemeinden eine starke britische Minderheit etabliert, welche teilweise in der Royal British Legion organisiert ist.

## Geschichte
Am 10. März 1980 wurde auf den Corporal Steven Sims im Naherholungsgebiet Heger Holz ein Attentat verübt. Urheber des Attentats war die IRA. Der Attentäter schoss mit einer 9-mm-Pistole fünfmal auf Sims. Steven Sims wurde verletzt, konnte jedoch den Attentätern entkommen und überlebte.

### Freedom of the city
Am 30. Mai 1980 wurde der Garrison Osnabrück die Auszeichnung Freedom of the City der Stadt Osnabrück verliehen. Sie wurde von Generalmajor M. B. Farndale entgegengenommen, der es als großen Tag der „deutsch-britischen Freundschaft“ bezeichnete. Bis zur Auflösung der Garnison wurde jährlich als Dank eine Parade abgehalten, mit Ausnahme von 2007, als sich ein Großteil der Soldaten in Afghanistan und dem Irak befand. Diese Auszeichnung gibt es in seiner Art kein weiteres Mal in ganz Deutschland.

### 1. Anschlag auf die Quebec Barracks
Auf die Quebec Barracks verübte am 19. Juni 1989 um 1:28 Uhr die Provisional Irish Republican Army einen Bombenanschlag. Nur durch die Aufmerksamkeit des 63-jährigen Hilteraners Günter Kittelmann, der Grundwasserpumpen auf einer Baustelle in der Kasernenanlage bewachte, konnten menschliche Opfer vermieden werden. Während des Wachdienstes bemerkte er eine Person im Kampfschwimmeranzug und leuchtete mit seiner Taschenlampe in das Gesicht eines der Attentäter, worauf dieser versuchte, einen Schuss auf den Wachmann abzugeben. Der Schuss verfehlte ihn, so schlugen die Attentäter mit dem Gewehrkolben einer Ak-47 auf ihn ein.
Die Attentäter wurden in der weiteren Ausführung ihrer Tat so gestört, dass sie nur einen Sprengsatz schärfen konnten und vier weitere unscharf zurücklassen mussten. Durch die Zündung der geschärften Bombe kurze Zeit später wurden die Baubude des Wachmanns sowie Baracken der Kaserne erheblich beschädigt, zudem wurden im Umkreis von mehreren hundert Metern zahlreiche Fensterscheiben zerstört. Während dieser als „Herbstoffensive“ betitelten Attentatsserie wurden weitere Anschläge unter anderem in Hannover verübt.
Der niedersächsische Ministerpräsidenten Ernst Albrecht zeichnete den Wachmann Günter Kittelmann mit der Niedersächsischen Rettungsmedaille aus. Im Jahr 1991 ehrten ihn die Briten mit der Verleihung der Tapferkeitsmedaille, wobei er auf dem Weg zum Empfang in der britischen Botschaft in Bonn einen Herzanfall erlitt.
Vier der Täter konnten später identifiziert werden und wurden 1995 aufgrund von Indizien zu Haftstrafen zwischen neun und zehn Jahren verurteilt. Wegen der langen U-Haft mussten sie sofort nach dem Urteil entlassen werden. Der fünfte Täter wurde am 17. August 2005 in Torremolinos an der Costa del Sol während einer Routinekontrolle festgenommen. Gegen den zum Haftzeitpunkt 44-jährigen Iren hatte schon seit 1989 ein deutscher Haftbefehl bestanden.

### 2. Anschlag auf die Quebec Barracks

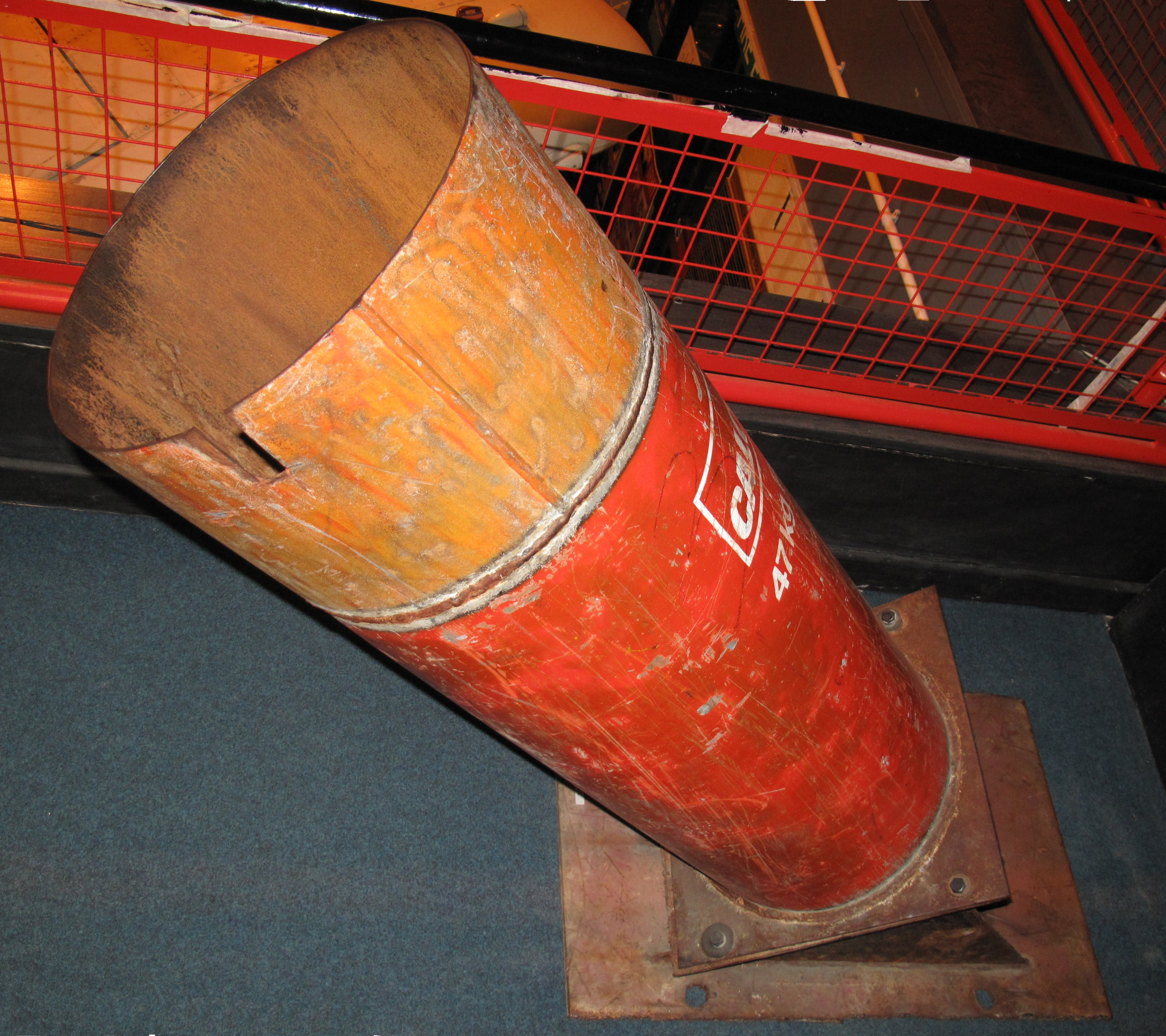
IRA Barrack buster Mörser

Ein zweiter Anschlag auf die Quebec Barracks wurde am 28. Juni 1996 um 18:50 Uhr ebenfalls durch die Provisional Irish Republican Army verübt. Im selben Jahr war es bereits zu Anschlägen in London (Canary Wharf, 9. Februar 1996) und am 15. Juni 1996 in Manchester gekommen.
In einem am Kasernenzaun abgestellten Lieferwagen waren drei selbstgebaute Mörser versteckt, mit deren Einsatz 80 kg schwere Granaten verschossen werden konnten.
Während eine Granate explodierte und erheblichen Sachschaden anrichtete, konnten zwei Blindgänger später entschärft werden.

#### Verurteilung der Täter
Eine erste Tatverdächtige entging 1998 einer Auslieferung an Deutschland, da sie schwanger war.
Ein weiterer Verdächtiger wurde 2002 in Prag festgenommen und 2003 vor dem Oberlandesgericht Celle zu einer Haftstrafe von 6 Jahren wegen „Versuchten Mordes“ und „Herbeiführen einer Sprengstoffexplosion“ verurteilt. Zwar besteht seit dem Karfreitagsabkommen eigentlich eine Amnestie für Kämpfer des Nordirlandkonfliktes, jedoch können Taten, die in Deutschland begangen wurden, weiterhin vor deutschen Gerichten verhandelt werden.
Im Dezember 2016 wurde ein zu dem Zeitpunkt 47-jähriger Brite von Irland an Deutschland ausgeliefert. Der Mann gestand und wurde 2017 vom Landgericht Osnabrück zu einer vierjährigen Freiheitsstrafe verurteilt. Die Reststrafe nach Abzug der bereits verbüßten Untersuchungshaft wurde zur Bewährung ausgesetzt. Bei der Festsetzung des Strafmaßes spielte auch eine Rolle, dass die Bundesanwaltschaft schon seit 2005 den Aufenthaltsort des Mannes gekannt hatte, ihn aber erst 2016 festnehmen ließ.

### Abzug
Erste Gerüchte um den Abzug der Briten wurden am Handgiftentag am 2. Januar 2006 von Bürgermeister Hans-Jürgen Fip bestätigt, als er erklärte, dass er eine Veränderung in der Struktur bis ins Jahr 2015 erwarte, die auch eine Aufgabe des Standortes Osnabrück enthalte. Die Gerüchte um die Garnison wurden am 24. Juli 2006 Gewissheit, als der Verteidigungsminister Des Browne den schrittweisen Abzug der britischen Truppen ankündigte. Alle
2.450 britischen Soldaten und 200 zivile Mitarbeiter sowie deren Familien, die im Umfeld der Kasernen wohnten, würden in das Heimatland zurückbeordert und der Standort spätestens 2009 geschlossen. Die 530 deutschen Zivilbeschäftigten sahen einer unklaren Zukunft entgegen.
Schon im Herbst 2007 wurde die 4. Panzerbrigade (Teil der 1st Armoured Division) in den Irak verlegt, von dort nach dem Ende der Dienstzeit jedoch nicht wieder nach Osnabrück, sondern nach Großbritannien, wo sie komplett neu aufgestellt wurde. Im Sommer 2008 begann die Abzugswelle mit der Übergabe der Quebec Barracks am 25. September durch Colonel Mark Cuthbert-Brown an die Bundesanstalt für Immobilienaufgaben (BImA). Im Verlauf des Winters 2008/2009 wurden auch die anderen Kasernenanlagen schrittweise geräumt einschließlich der NAAFI-Märkte.
Beim letzten Freedom of the city im Jahr 2008 übergab der Kommandeur der vierten Brigade der Stadt ein Schwert als Zeichen der Freundschaft. Die endgültige Auflösung erfolgte am 1. April 2009.

### Konversion
Im Jahr 2007 nahm eine Projektgruppe die Arbeit auf, welche die Konversion leiten und begleiten sollte. 2008 wurden die Scharnhorstkaserne (Belfast Barracks), die Winkelhausenkaserne (Roberts Barracks) und die Quebec Barracks an der Landwehrstraße an die BImA zurückgegeben. Im selben Jahr wurde der „Perspektivplan Konversion“ unter Beteiligung der Öffentlichkeit ausgearbeitet.
Als nächste wurden 2009 die Von-Stein-Kaserne und die Kaserne am Limberg an die BImA übergeben. Die Von-Stein-Kaserne wurde an das Land Niedersachsen abgegeben.
Gleichzeitig wurden im Bund-Länder-Programm Stadtumbau West die Standorte im Hafen und Westerberg eingegliedert. Auch 720 Offizierswohnungen außerhalb der Kasernen wurden veräußert.

## Standorte

### Osnabrück Station
Am Standort Osnabrück waren 2006 bei Bekanntgabe der Auflösung noch sechs Kasernenareale in Dienst:
- Belfast Barracks
- Imphal Barracks & Mercer Barracks
- Prestatyn Barracks
- Quebec Barracks
- Roberts Barracks
- Woolwich Barracks

Die Scarborough Barracks wurden bereits 1987 aufgegeben.
Außerhalb der Kasernen gab es große Wohngebiete für die Angehörigen der Armee in Dodesheide, Sonnenhügel, Westerberg sowie in Lotte und Belm. Britische Schulen des British Families Education Service (BFES) existierten mit der Derby Middle School an der Lerchenstraße, Ecke Haster Weg, und der Marlborough School (Primary School) im Dreieck Ellerstraße/Dodeshausweg/Kastanienstraße. Nördlich des Fürstenauer Weges, gegenüber den Roberts Barracks, befanden sich auf einer Wiese britische Sportanlagen. Der Standortübungsplatz der Osnabrück Station befand sich zwischen Bramsche-Achmer und Lotte-Halen in der Wersener Heide südlich des Flugplatz Achmer und steht heute als NSG Achmer Sand und NSG Haler Feld-Vogelpohl unter Naturschutz.

#### Belfast Barracks
Benannt wurde die im Stadtteil Westerberg gelegene Kaserne nach der Stadt Belfast in Nordirland. Begrenzt wurde das Kasernengelände im Westen durch die Paracelsus-Klinik, nördlich durch die Sudetenstraße, östlich durch die Artilleriestraße und südlich durch die Sedanstraße.
An der gegenüberliegenden Seite der Sedanstraße befanden sich die kleineren Prestatyn Barracks.
Sie wurde 1937 als Scharnhorstkaserne von der Wehrmacht errichtet und umfasst eine Fläche von 14,2 Hektar. Zunächst sollte das Infanterieregiment Nr. 37 die Kaserne belegen, jedoch wurden aufgrund der benachbarten Artillerieregimenter in den anderen Westerbergkasernen, nun die III. Abteilung des Artillerieregiments 6 aus Detmold und Minden nach Osnabrück verlegt.
Durch die Luftangriffe auf die Stadt waren Teile der Kaserne stark beschädigt, ein 1950 vom Staatshochbauamt angefertigter Plan wies die Kaserne als Abriss auf. Die Kaserne wurde seit 1951 von den Briten als Infanteriekaserne übernommen, da sie für den zeitlichen Stand über eine noch kaum verbreitete Zentralheizung verfügte. Schon bald richteten sich die Briten das Kasernengelände her, die unzerstörten Pferdeställe wurden als Lagerhallen oder Werkstätten hergerichtet, auf den zerstörten Ställen wurden Fahrzeughallen gebaut. Die ehemaligen Unterstellhallen für die Kanonen wurde abgerissen und eine Panzerunterstellhalle neu gebaut. Die mehrfach angepassten Unterstellhallen wurden zuletzt in den 1990er Jahren für den Wechsel vom FV 432 auf den Warrior umfassend umgebaut und modernisiert.
Als letzte Einheit war von 2006 bis 2008 das 1st Bataillon the Duke of Lancaster’s Regiment hier stationiert.
Am 8. Oktober 2008 wurden die Liegenschaften von den britischen Streitkräften an die Bundesanstalt für Immobilienaufgaben zurückgegeben.
Aus der Fläche erfolgten zwei Teilverkäufe: 1. Teilverkauf mit 8,8 Hektar im Juli 2010 an eine städtische Gesellschaft für den Bau eines Wissenschafts- und Innovationszentrums. Der zweite Teilverkauf erfolgte im Juli 2012 mit 4,5 ha an eine „Wohnpark Scharnhorst GmbH“ aus Hamburg, die hier ein Wohngebiet entwickelt hat. Im Jahr 2011 wurden die vorhandenen Gebäude abgerissen und das Gelände eingeebnet.
- Belfast Barracks, 52° 17′ 18,3″ N, 8° 0′ 58″ O

#### Imphal Barracks und Mercer Barracks

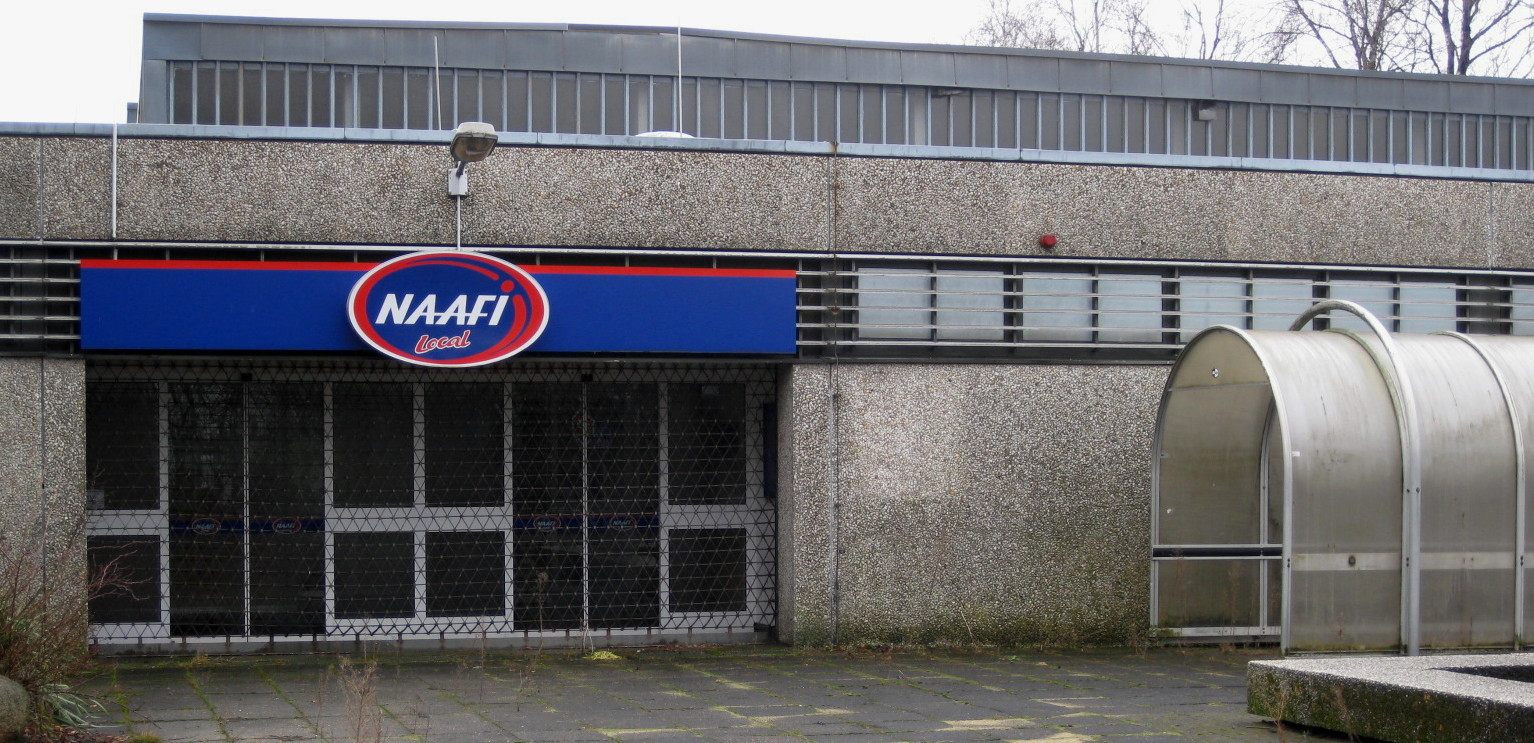
NAAFI-Markt auf dem Gelände der Imphal und Mercer Barracks

Die Imphal und die Mercer Barracks waren zwei Kasernen auf einem zusammenhängenden Gelände am Limberg in der Dodesheide. Mit einer Gesamtgröße von 70 ha war diese Doppelkasernenanlage die flächenmäßig größte in der Garrison.
Bevor 1935 auf dem Gelände die Teutowerke errichtet wurden befanden sich hier ausgedehnte Waldgebiete. Von 1935 an wurden die „Teuto-Metallwerke GmbH“ zur Herstellung von Munition angesiedelt und in den folgenden Jahren bis 1944 immer weiter ausgebaut. Zeitweise waren hier bis zu 1.750 Zwangsarbeiter zur Herstellung von Munition beschäftigt.
Nach dem Ende des Krieges besetzten die Briten das Gelände und demontierten ab 1946 die Anlagen zur Munitionsherstellung und rissen die Gebäude ab. Vorhandene Luftschutzanlagen wurden ebenso abgerissen und zugeschüttet.
Ab 1950 wurden das Gelände der Teutowerke zu einer Kasernenanlage für die Osnabrück Garrison umgestaltet. Die neu erbauten Imphal Barracks wurden nach der Schlacht vom Imphal benannt. Die Mercer Barracks nach dem Artilleriegeneral Alexander Cavalié Mercer.
Große Werkstatthallen wurden im Norden und Süden des Komplexes errichtet.
Auch ein Kindergarten, Kantine, eine Kirche und einen Naafi-Supermarkt befanden sich auf dem Gelände.
Die beheimaten Einheiten waren in den Imphal Barracks:
- 1952–1959 3rd Carabiniers (Prince of Wales’s Dragoon Guards)
- 1959–1963 16th/5th The Queen’s Royal Lancers
- 1963–1969 9th/12th Royal Lancers
- 1969–1973 1st Royal Tank Regiment
- 1973–1976 Royal Scots Dragoon Guards
- 1976–1984 5th Royal Inniskilling Dragoon Guards
- 1984–1993 4th Royal Tank Regiment
- 1993–2003 Queen’s Royal Lancers
- 2003–2007 1st The Queen’s Dragoon Guards

In den Mercer Barracks waren folgende Einheiten untergebracht:
Infanterie
- 1st Battalion The Black Watch
- 1959–1961 1st Battalion Somerset & Cornwall Light Infantry
- 1961–1964 1st Battalion 2nd East Anglian Regiment
- 1964–1966 1st Battalion Queen’s Own Highlanders (Seaforth and Camerons)
- 1966–1970 1st Battalion The Royal Scots (Royal Regiment)
- 1970–1974 1st Battalion Queen’s Lancashire Regiment
- 1974–1978 1st Battalion Argyll and Sutherland Highlanders
- 1978–1983 1st Battalion Duke of Edinburgh’s Royal Regiment
- 1983–1987 1st Battalion Green Howards
- 1987–1992 1st Battalion Royal Green Jackets

Unterstützungseinheiten
- 18 Infantry Workshop
- 12 Infantry Workshop
- 1970–1976 12 Field Workshop
- 1976–1993 12 Armoured Workshop
- 1992–?     2 Armoured Field Ambulance
- 1993–2007  1 Battalion REME

Während des 30. November 2007 wurde die Kasernenanlage von den letzten Kampfeinheiten verlassen.
Am 26. März 2009 wurde die Kasernenanlage an die Bundesanstalt für Immobilienaufgaben übergeben. Da diese Kasernenanlage im unmittelbaren Einzugsbereich des geplanten Lückenschlusses der Bundesautobahn 33 liegt, sollen hier vor allem Gewerbe und Freizeitanlagen entstehen.
- Imphal Barracks und Mercer Barracks, 52° 18′ 21,7″ N, 8° 5′ 19,7″ O

#### Prestatyn Barracks
Die Prestatyn Barracks wurden unter der Wehrmacht 1938 als Metzer Kaserne erbaut. Der Name wurde in Tradition zum 1. Lothringisches Feldartillerie-Regiment Nr. 33, das in Metz stationiert war, ausgewählt, parallel wurde die von Stein Kaserne nach deren ehemaligen Kommandanten Hermann Freiherr von Stein benannt. Hier war vor dem Zweiten Weltkrieg der Stab des von Minden hierher verlegten 6. Artillerieregimentes untergebracht.
Benannt wurde sie nach dem Seebad Prestatyn in Wales. Zuletzt nutzte die Garnison das im Stadtteil Westerberg liegende Kasernengelände durch die Wellington-Grundschule sowie einen Kindergarten und Familienbetreuung. Nach dem Abzug der Garnison wurde das Stabsgebäude durch die Hochschule Osnabrück angemietet.
Im Juni 2010 wurde die mit 2,1 ha kleinste Kasernenanlage in Osnabrück am einen Investor verkauft. Sie liegt in direkter Nachbarschaft südlich der „Belfast Barracks“ zwischen der Sedanstraße und der Menkestraße. Nach dem Abriss der Bebauung (außer dem Stabsgebäude) wurde hier durch die Delta-Grundstücksverwaltung, einer Tochter der Köster Bau, ein Wohnpark mit 42 Einheiten angelegt.
- Prestatyn Barracks, 52° 17′ 12,9″ N, 8° 1′ 2,5″ O

#### Quebec Barracks
Im Stadtteil Atter befanden sich die 37 ha großen Quebec Barracks. Seit 1993 war hier die 4th Infantry Brigade der 1st Armoured Division stationiert. Im September 2008 wurde der Standort aufgegeben. Das Gelände wurde am 1. September 2013 von der BImA an die ESOS GmbH verkauft, die hier ein Wohngebiet namens Landwehrviertel anlegt.
Ursprünglich wurde die Kaserne in der damals noch selbstständigen Gemeinde Atter im Jahre 1935 als Aufstellungsort für eine Teileinheit des Infanterie-Regiment 37 (6. Infanterie-Division) gebaut. Bereits am 15. Juli 1940 wurde hier aus dem zunächst beweglichen Auffanglager für französische Gefangene des Westfeldzuges (Nr. 7, Dorsten) das Offiziersgefangenenlager Oflag VI C eingerichtet. 1941 beherbergte es bis zu 6000 serbische Offiziere, die nach dem Überfall auf Jugoslawien als Kriegsgefangene hierher gebracht wurden. Am 6. Dezember 1944 starben durch einen Luftangriff schätzungsweise 120 Gefangene. Sie wurden provisorisch in einem Massengrab auf dem Friedhof Eversburg beigesetzt. Nach dem Krieg erfolgte eine Umbettung in die Krypta der Serbisch-orthodoxen Kirche in Eversburg. Eine Besonderheit des Lagers war, dass die hier die inhaftierten Offiziere der serbischen Armee, darunter 400 Juden und 350 Kommunisten relativ unbehelligt nach den Genfer Konventionen untergebracht waren. Es konnten sogar Gottesdienste und Bestattungen auf dem jüdischen Teil des Johannisfriedhofs durchgeführt werden.
Nach dem Krieg wurden bis 1951 Displaced Persons untergebracht, ehe die Briten die Kaserne nutzten.
König Charles III., damals Thronfolger, besuchte Osnabrück im Februar 1971 und Januar 1973. Durch seinen Titel Prince of Wales war er Colonel-in-Chief des in dem Zeitraum in den Quebec Barracks stationierten Royal Regiment of Wales. Charles nahm u. a. ein Militärmanöver ab und trug sich in das Goldene Buch der Stadt ein.
- Quebec Barracks, 52° 17′ 59,9″ N, 7° 59′ 10,6″ O

#### Roberts Barracks
Die Roberts Barracks wurden nach Frederick Roberts benannt. Vor der Nutzung durch die Garrison Osnabrück ab 1947 war Oberst Karl Willy Winkelhausen (4. September 1914 gefallen), Kommandant des Infanterie-Regiment „Herzog Friedrich Wilhelm von Braunschweig“, Namensgeber der Kaserne. Gleich neben der Kaserne befand sich das Heeresverpflegungsamt Osnabrück, das mit in die Robert Barracks einbezogen wurde.
Zuletzt war hier seit über 20 Jahren das 4th Regiment Royal Artillery beheimatet.
Das Gelände der Winkelhausenkaserne im Osnabrücker Stadtteil Hafen wurde bis zur Einrichtung des Flugplatzes Netter Heide als Exerzierplatz durch das Infanterie-Regiment „Herzog Friedrich Wilhelm von Braunschweig“ genutzt. Der Bau des Flugplatzes wurde 1911 mit einem ersten Flugtag vollendet. 1914 wurde der noch heute existierende Hangar am Nordrand gebaut und gilt als der älteste noch bestehende in Deutschland. Im Ersten Weltkrieg nutzte die Fliegerersatzabteilung 5 das Gelände. Von 1918 bis 1926 ruhte der Flugbetrieb. Ab 1926 bis zu seiner Schließung 1934 wurde der Platz intensiv vom zivilen Luftverkehr genutzt.
Die Winkelhausenkaserne wurde 1935 auf dem Gelände des Flugplatzes Netter Heide errichtet. Nach nur 16 Monaten Bauzeit wurde die Kaserne mit einer Belegstärke von 2000 Mann am 10. Oktober 1935 eingeweiht. Bis 1938 wurde zwischen der Kaserne und dem Stichkanal das Heeresverpflegungsamt mit Speicher- und Betriebsgebäuden errichtet. Die gute Anbindung an den Stichkanal Osnabrück und die Hafenbahn waren für diese Stelle entscheidend für die Ansiedlung.
In der Zeit von 1945 bis zur Übernahme durch die Britisch Army 1947 war hier ein Lager für Displaced Persons eingerichtet. Anschließend wurde das Heeresverpflegungsamt inklusive seiner fünf markanten Speicher mit in die Robert Barracks integriert. So richteten die britischen Soldaten in der ehemaligen Bäckerei ein Lager für die NAAFI-Shops ein. Zu den beheimateten Diensten zählte auch ein britisches Militärgericht mit Gefängnis, das in den heutigen Gebäuden der Polizei und des Finanzamts untergebracht war. In den 1980ern wurde durch die Briten ein Speicher abgerissen, da sie für ihn keine Verwendungsmöglichkeit hatten.
Nach dem Abzug der Soldaten wurde die vorhandene Fläche von 31,5 ha wurde in zwei Partien an die Stadtwerke Osnabrück und das Land Niedersachsen veräußert. Die 1. Partie mit 27,4 ha wurde im Mai 2010 von den Stadtwerken Osnabrück gekauft. Hier entstand seither ein Gewerbe- und Industriegebiet. Teilweise wird das ehemalige Kasernengelände zur Errichtung eines Güterverkehrszentrums für den kombinierten Verkehr genutzt. Die Stadt Osnabrück ließ im Jahr 2016 die Speicher 51 und 52 abreißen um Platz für ein trimodales Containerterminal zu schaffen. Zunächst war geplant auch Speicher 50 zu entfernen, dieses ist aber momentan nicht notwendig.
Im Dezember 2010 kaufte das Land Niedersachsen für eigene Zwecke den verbliebenen Rest der Kasernenanlage. In diesem 4ha großen Teilstück entlang der heutigen Winkelhausenstraße wurde in den folgenden Jahren ein Behördenzentrum entwickelt, in dem die Polizei sowie verschiedene Einrichtungen, unter anderem das Finanzamt Osnabrück–Land untergekommen sind.
Die Bäckerei sowie der südliche Speicher 49 gehören heute zum Kreativquartier Hafen. Auf dem Rest der Fläche haben sich seit Beginn der Konversion verschiedene Unternehmen angesiedelt. So baute im Jahr 2011 das aus Wallenhorst stammende Unternehmen Kaffee Partner an der Römereschstraße seine neue Firmenzentrale. Der ehemalige Hangar des Flugplatzes war nicht Teil der Kasernenanlage und wird durch die Firma Clausing genutzt.

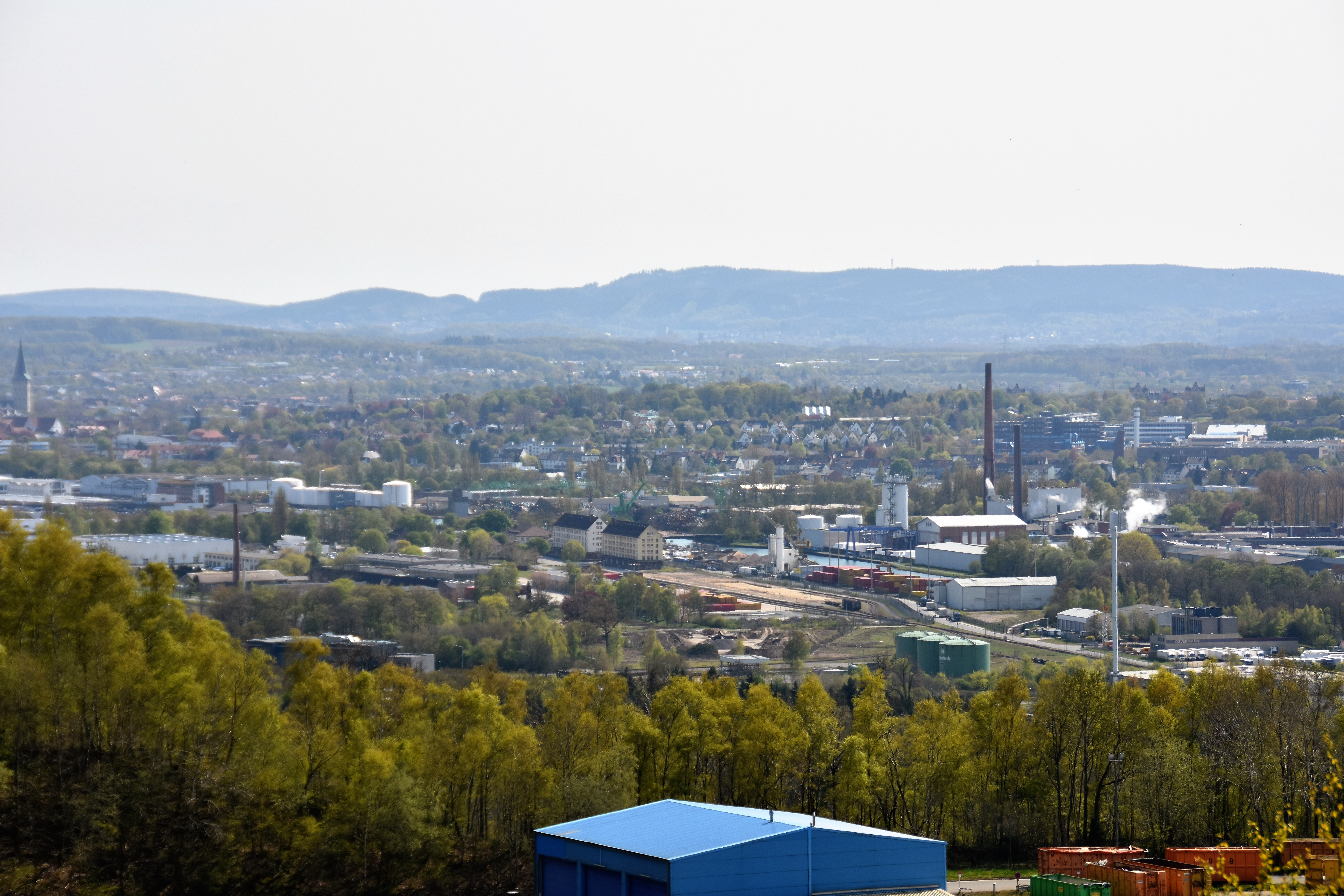
Blick vom Piesberg auf die Fläche der ehemaligen Robert Barracks
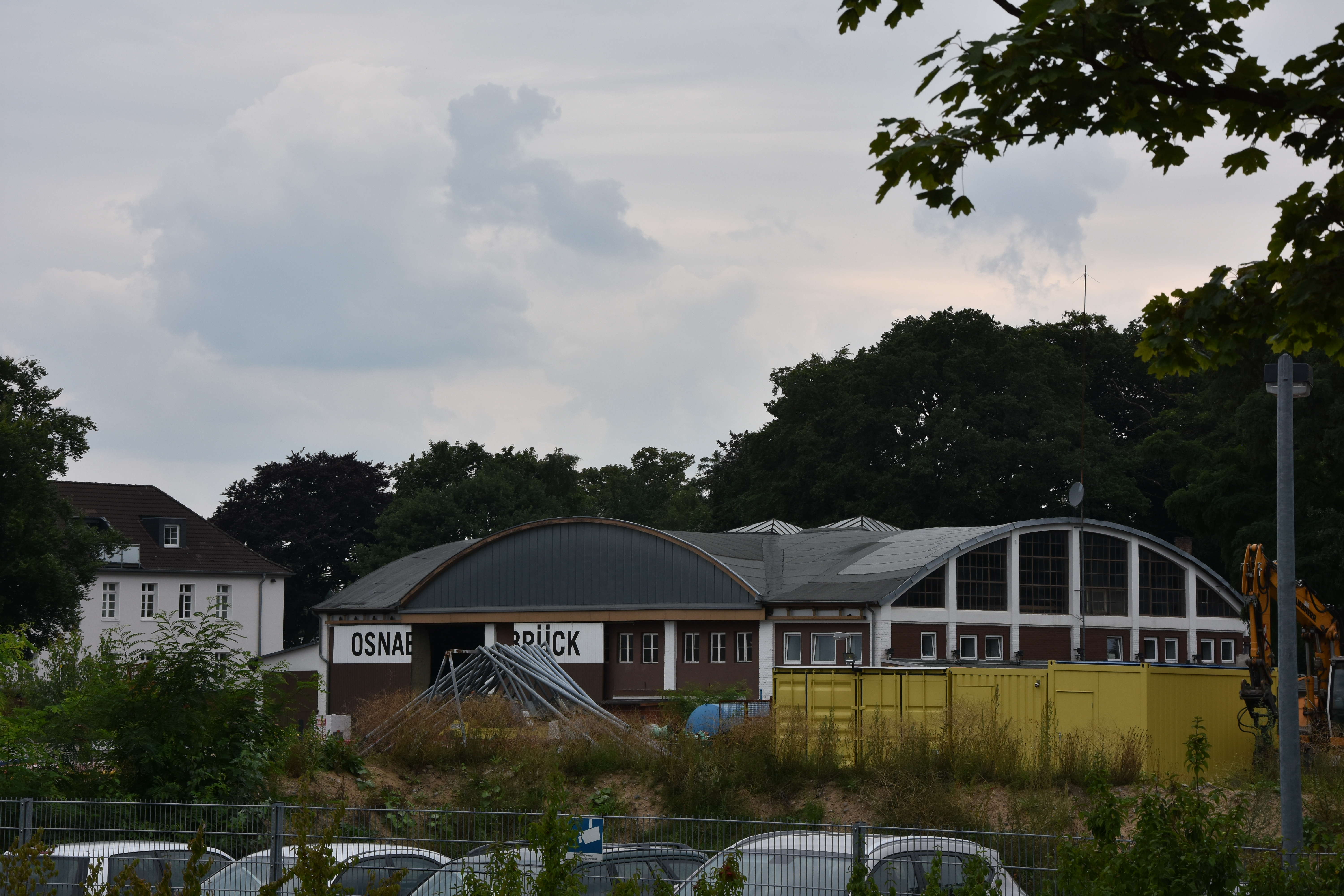
Alter Hangar des Flugplatzes Netter Heide
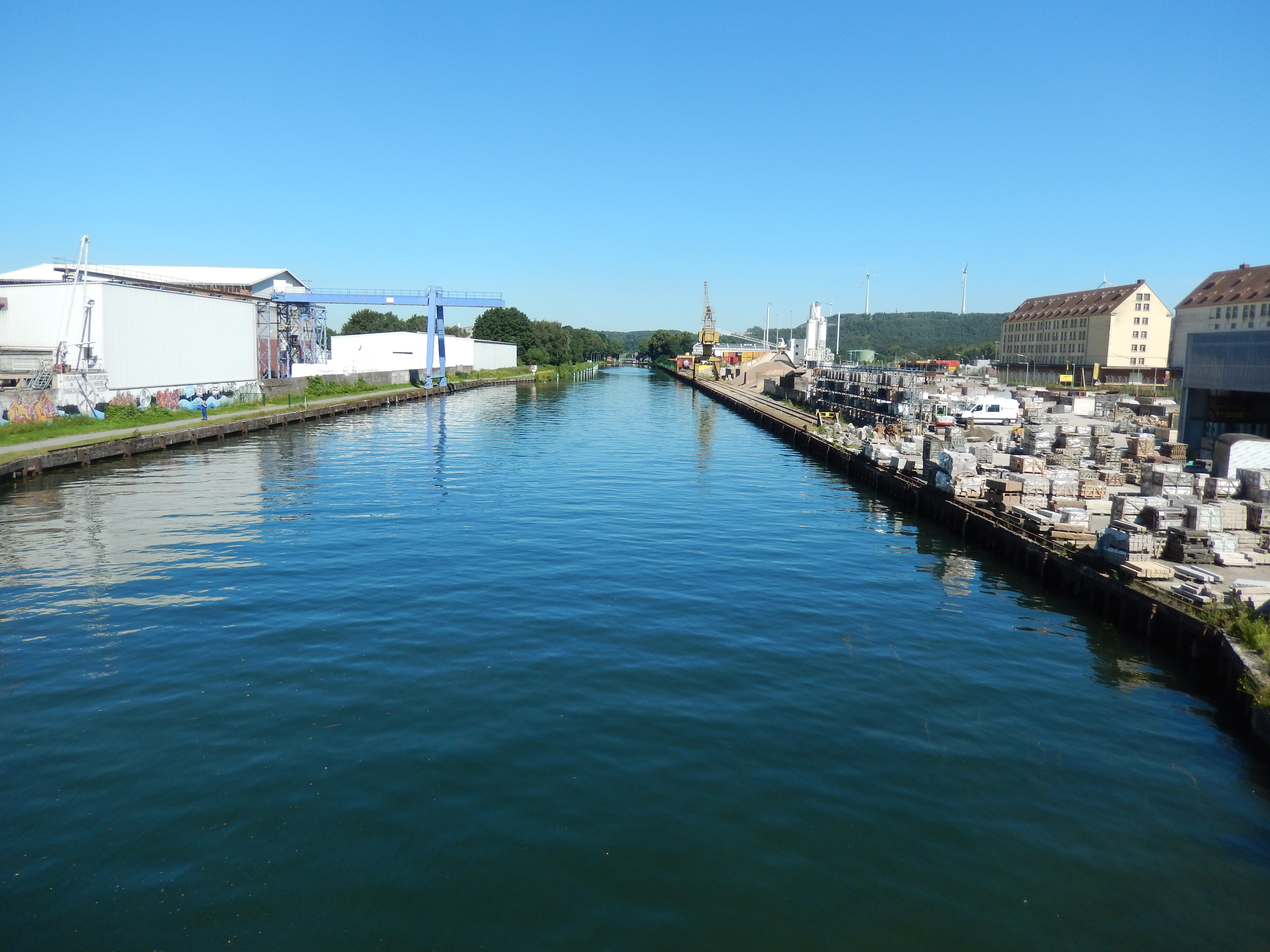
Blick auf den Hafen. Rechts die ehemaligen Speicher des Heeresverpflegungsamtes
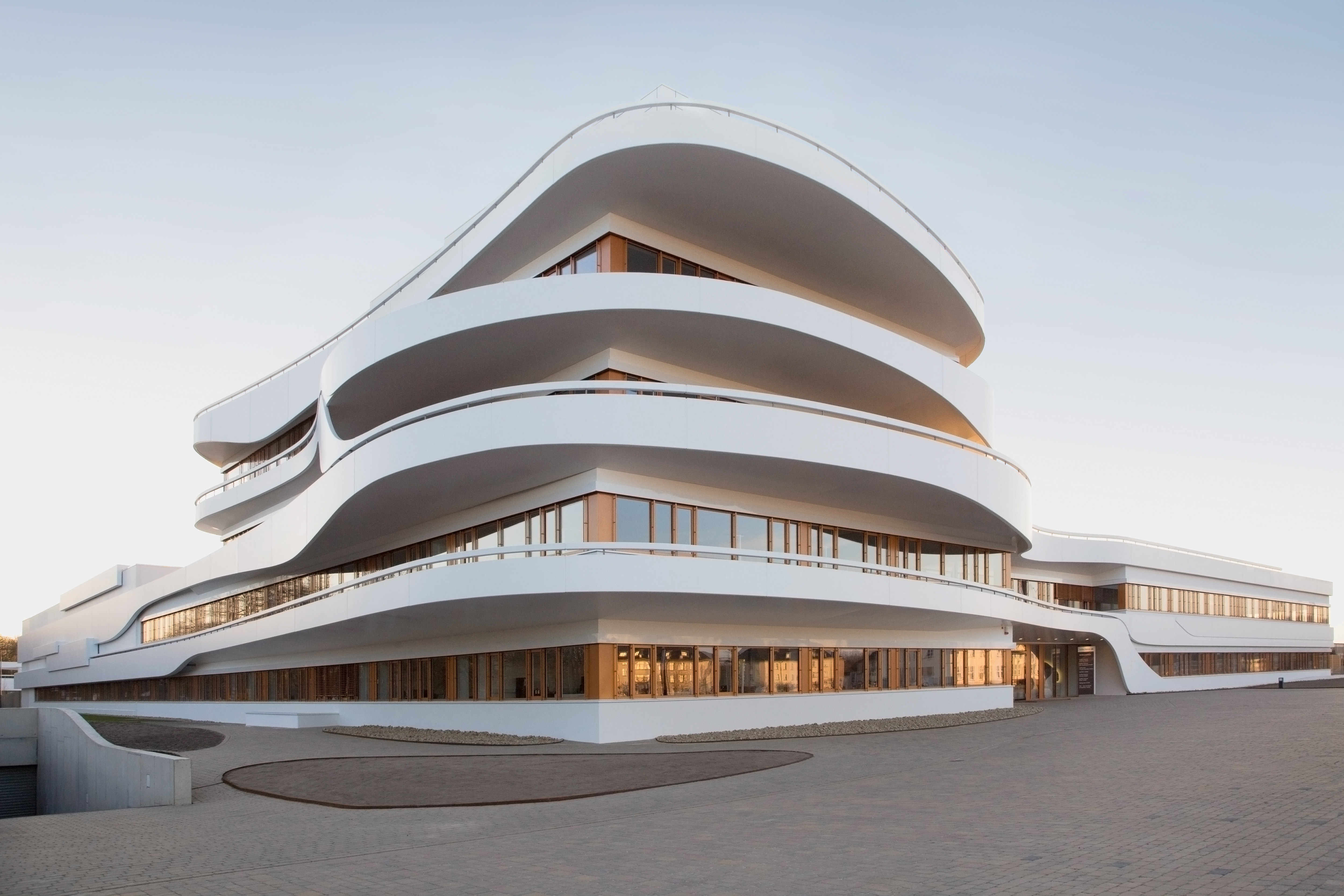
Firmenzentrale von Kaffee Partner auf dem Gelände der ehemaligen Robert Barracks

- Roberts Barracks, 52° 17′ 52,1″ N, 8° 1′ 56,5″ O

#### Scarborough Barracks

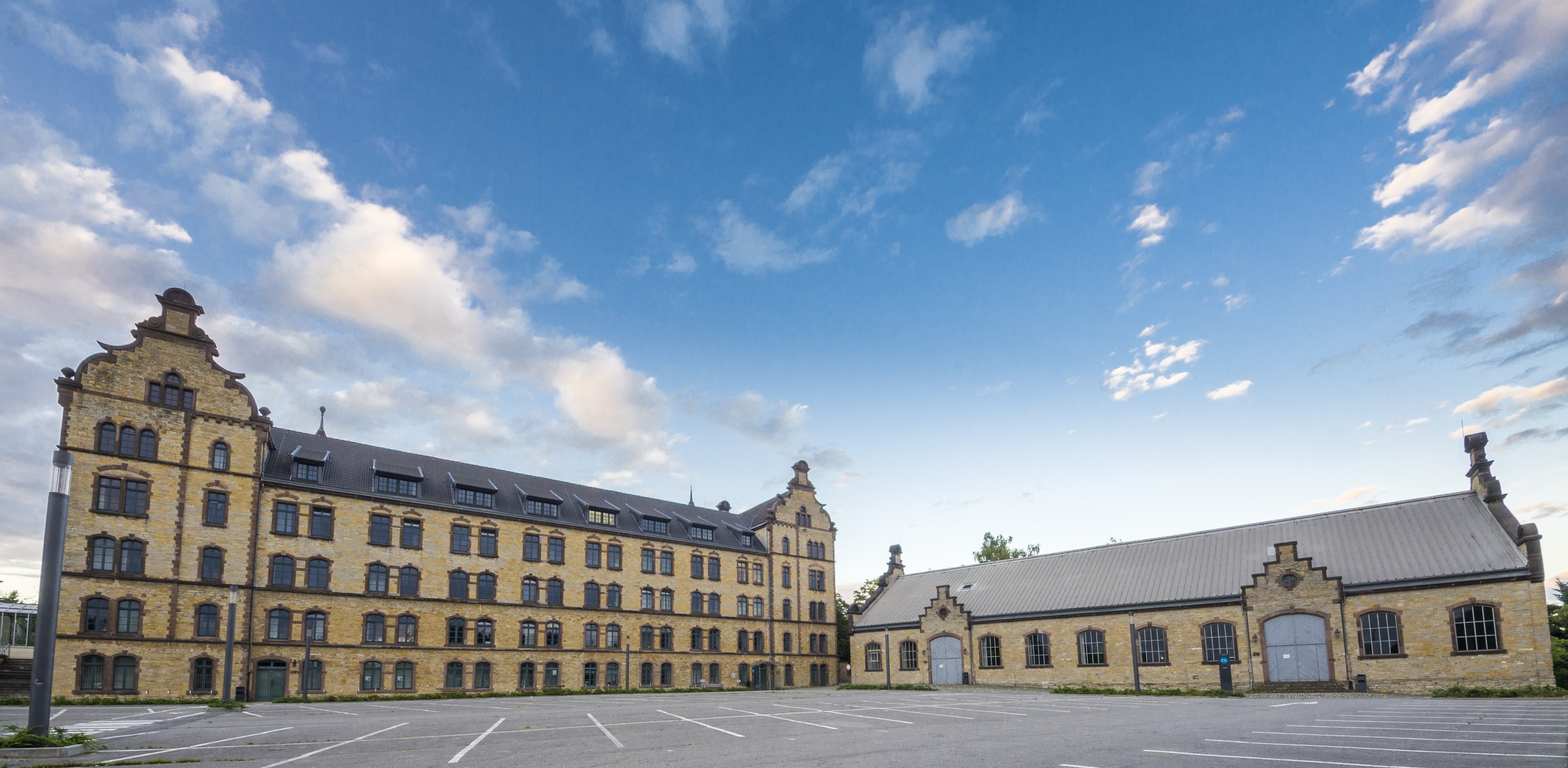
Ehem. Scarborough Barracks im Jahr 2017

Die Scarborough Barracks befinden sich auf dem Westerberg und werden heute als Standort der Hochschule Osnabrück genutzt. Sie wurden bereits in der Kaiserzeit als Standort des Infanterie-Regiments „Herzog Friedrich Wilhelm von Braunschweig“ durch das Königreich Preußen erbaut. Benannt wurde sie bis zur Nutzung durch die Britische Garnison nach dem deutschen Offizier und Reichskanzler Leo von Caprivi.
Die Wehrmacht brachte im Jahr 1938 die II. Abteilung des 6. Artillerieregimentes hier unter.
Unter britischer Nutzung wurde der Name nach der Stadt Scarborough in der Grafschaft North Yorkshire verwendet. Der Standort wurde schon im August 1987 aufgegeben, da die inmitten von Wohngebieten liegende Kasernenanlage nur schwierig mit Lkw und Kettenfahrzeugen zu erreichen war. Am 8. September 1988 gab die Niedersächsische Landesregierung bekannt, dass in der ehemaligen Kaserne ein Grenzdurchgangslager für Russlanddeutsche Aussiedler eingerichtet werden soll. Später wurden hier auch bosnische und jugoslawische Flüchtlinge untergebracht. 1995 wurde das Grenzdurchgangslager aufgegeben und ab Herbst 1996 konnte die Hochschule Osnabrück das Gelände und die Gebäude für ihre Zwecke nutzen. Heute wird das Gelände als Caprivi–Campus der Hochschule Osnabrück bezeichnet.
- Scarborough Barracks, 52° 16′ 40,3″ N, 8° 1′ 31,1″ O

#### Talavera House
Unter dem Namen Talavera House diente eine Villa an der Lürmannstraße 51 dem Kommandeur der Osnabrück Garrison als Residenz. Benannt war es nach der Schlacht bei Talavera (1809).
- Talavera House, 52° 16′ 47,5″ N, 8° 2′ 3″ O

#### Woolwich Barracks
Die ebenfalls im Stadtteil Westerberg liegende, 5,2 ha große Von-Stein Kaserne wurde unter britischer Nutzung in Woolwich Barracks umbenannt. Namensgeber war der stark militärisch genutzte Londoner Stadtteil Woolwich, der vor allem Einheiten der Artillerie beheimatet. Sie lag östlich der Prestatyn Barracks an der südlichen Straßenseite der Sedanstraße.
Die ab 1900 gebaute und 1902 fertiggestellte Kasernenanlage wurde als Artilleriekaserne errichtet. Vor dem Ersten Weltkrieg war hier das Feldartillerieregiment 62 der preußischen Armee beheimatet, nach Kriegsausbruch wurde die Kaserne als Kriegsgefangenenlager genutzt. Ein bekannter Kriegsgefangener war 1916 der spätere französische Staatspräsident Charles de Gaulle.
In der Zeit der Wehrmacht war hier das Artillerieregiment 6 untergebracht.
Nach dem Zweiten Weltkrieg wurde das Kasernengelände von den Briten übernommen. Am 7. April 1946 wurde in der Reithalle die Osnabrücker SPD nach dem Verbot 1933 wiedergegründet.
Schon 1957 wurde der südliche Teil mit den aus der Kaiserzeit stammenden Gebäuden von den Briten an die neu aufgestellte Bundeswehr abgegeben. Bis zur Fertigstellung der General-Martini-Kaserne am Hauswörmannsweg waren hier die Fernmelderegimenter 71 und 11 der Bundeswehr stationiert.
Das von der Bundeswehr genutzte Gelände wurde in den 1990er Jahren an die Hochschule Osnabrück abgegeben. Kurze Zeit später trennten sich die Briten auch vom Offizierskasino und den Reithallen aus der Kaiserzeit zugunsten einer Nutzung durch die Hochschule.
In Britischer Nutzung blieben noch das als Brigade–Hauptquartier genutzte Kommandeurs–Wohnhaus in dem auch der The Intelligence Corps untergebracht war. Das restliche Gelände bestand aus Bauten der 1950/60er Jahre, die als Unterkunftsbaracken, Fahrzeughallen und Lagerräumen ausgelegt waren. Das Gelände war auch für die Angehörigen der Garisson im privaten Bereich wichtig, da sich hier unter anderem ein NAAFI-Supermarkt sowie eine Poststelle der Royal Mail und das englischsprachige The Globe Cinema befand.
Im August 2009 übernahm das Land Niedersachsen das Gelände zur Erweiterung der Universität und der Hochschule Osnabrück. Im April 2013 wurde das Globe Cinema und der NAAFI-Supermarkt für den Bau der Zentralbibliothek der Hochschule und Universität abgerissen. Insgesamt wurden 70 Mio. Euro durch das Land Niedersachsen in den Hochschulstandort auf dem Gelände der Woolwich Barracks investiert. Das umgestaltete Gelände bekam den Namen Campus Westerberg und ist ein Bindeglied zwischen den bereits älteren Standorten der Universität und Hochschule.
- Woolwich Barracks, 52° 17′ 9,2″ N, 8° 1′ 18,6″ O

### Münster Station
Am Standort Münster waren zuletzt nur noch die Oxford- und York Barracks sowie Wohnstandorte in Nutzung. Alle anderen Liegenschaften wurden bereits in den 1990er Jahren aufgegeben.

#### Buller, Swinton und Waterloo Barracks
Diese drei Kasernen lagen in der Münsteraner Loddenheide. Benannt waren sie nach den britischen Generälen Redvers Buller und Ernest Dunlop Swinton, bzw. nach der Schlacht bei Waterloo. Der ca. 88 ha große Kasernenkomplex wurde am 20. Januar 1994 geschlossen, umgebaut und seit 1998 als Gewerbepark Münster-Loddenheide genutzt.
- Buller/Swinton/Waterloo Barracks, 51° 56′ 0″ N, 7° 39′ 0″ O

#### Lincoln Barracks
Die an der Grevener Straße gelegene, ca. 7 ha große Kaserne Lincoln Barracks wurde am 24. Oktober 1994 geschlossen. Ursprünglich wurde sie 1913 als Dreizehner-Kaserne für das Infanterieregiment 13 errichtet. Benannt wurde sie nach der Stadt Lincoln in der Grafschaft Lincolnshire. Von 1997 bis 2002 wurde sie umgebaut und dient seitdem unter dem Namen Lincoln-Quartier als Wohngebiet.
- Lincoln Barracks, 51° 59′ 4″ N, 7° 36′ 31″ O

#### Nelson Barracks
Die südlich benachbarte, ca. 8 ha große Kaserne, nach dem Major David Nelson benannt, wurde am 28. September 1995 geschlossen. Ihr östlicher Teil wird heute als Prins Claus Kazerne durch das 1. Deutsch-Niederländische Korps genutzt, der westliche unter dem Namen Solarsiedlung Gasselstiege bewohnt.
- Nelson Barracks, 51° 58′ 53″ N, 7° 36′ 32,4″ O

#### Oxford Barracks
Die 26 ha große Oxford-Kaserne ist nach der englischen Stadt Oxford benannt worden. Sie wurde 1934–36 als Flakartillerie-Kaserne für die Wehrmacht erbaut. Nachdem die britischen Streitkräfte die Oxford-Kaserne nicht mehr benötigten, wurde sie am 14. November 2013 an die Bundesanstalt für Immobilienaufgaben zurückgeben. Die dadurch frei gewordenen Flächen der Kaserne stehen für zivile Nutzung zur Verfügung.
- Oxford Barracks, 51° 57′ 40″ N, 7° 34′ 25″ O

#### Portsmouth Barracks
Die nach der Stadt Portsmouth benannte Kaserne wurde am 28. September 1994 geschlossen und wird heute mit rund 15 ha als das Wohnquartier Meerwiese genutzt. Ihr ca. 3,6 ha großer Sportplatz wurde zur Wohnsiedlung Hoher Heckenweg.
- Portsmouth Barracks, 51° 59′ 20″ N, 7° 39′ 2″ O

#### Simpson Barracks
Benannt wurde die am 29. Januar 1993 geschlossene Kaserne mglw. nach dem Major John Simpson.

#### Winterbourne Barracks
Am 31. Januar 1995 wurde die ca. 17 ha große Kaserne Winterbourne Barracks aufgegeben. Die ehemals als Heeresverpflegungsamt Münster errichtete Anlage ist heute als Speicherstadt Münster bekannt.
- Winterbourne Barracks, 51° 59′ 53″ N, 7° 38′ 5″ O

#### York Barracks
Die nach der Stadt York benannte, ca. 50 ha große Kasernenanlage wurde am 13. November 2012 an die Bundesanstalt für Immobilienaufgaben zurückgegeben. Vor der dem Zweiten Weltkrieg gehörte sie zum Gelände des Flugplatzes auf der Loddenheide.
- York Barracks, 51° 55′ 33,6″ N, 7° 39′ 54″ O

#### British Military Hospital Münster
Das als Standortlazarett angelegte British Military Hospital wird heute als Klinik für Hautkrankheiten des Universitätsklinikums Münster genutzt.
- British Military Hospital Münster, 51° 58′ 0,5″ N, 7° 35′ 34,1″ O

#### Wohnstandorte
In Münster wurden an 18 Wohnstandorten auf ca. 36,5 ha Gesamtfläche insgesamt 794 Wohnungen durch die Angehörigen der Garnison belegt.

## Bekannte Personen der Osnabrück Garrison
- Tony Clunn (* 10. Mai 1946; † 3. August 2014), Entdecker der Fundregion Kalkriese
- John McGurk (* 21. Februar 1961), Friedensläufer und Förderer sozialer Projekte
- Dennis Andrew Nilsen (* 23. November 1945; † 12. Mai 2018), schottischer Serienmörder, war während seiner Armeezeit unter anderem in Osnabrück stationiert
- Tanita Tikaram (* 12. August 1969 in Münster während der Dienstzeit ihres Vaters dort), britische Singer-Songwriterin